# Gyula Sax
Gyula Sax (Budapest, 18 de juny de 1951 - Kecskemét, 25 de gener de 2014) fou un jugador d'escacs hongarès. Va obtenir el títol de Mestre Internacional el 1972 i el de Gran Mestre el 1974. Fou un dels millors jugadors del món entre mitjans dels anys 1970 i començaments dels anys 1990.
A la llista d'Elo de la FIDE de setembre de 2013, hi tenia un Elo de 2436 punts, cosa que en feia el jugador número 50 (en actiu) d'Hongria. El seu màxim Elo va ser de 2610 punts, a la llista de gener de 1988 (posició 30 al rànquing mundial).
Segons chessmetrics, va ser el 20è millor jugador mundial el gener de 1980, i el seu màxim Elo hauria estat de 2691 punts (el setembre de 1982, moment en què tenia 31 anys), cosa que el situaria en 24a posició mundial en aquell moment.

## Resultats destacats en competició
Sax ha estat Campió d'Hongria en dues ocasions, els anys 1976 i 1977 (ex aequo amb Zoltán Ribli). Es va proclamar Campió d'Europa juvenil el 1971/72, a Groningen.
En torneigs, fou primer a Rovinj-Zagreb (1975), Vinkovci (1976), Las Palmas (1978) i Amsterdam (1979). Va guanyar el Campionat obert del Canadà de 1978.
En el cicle pel Campionat del món 1987-1990, va quedar primer en el Torneig Interzonal de Subotica de 1987, amb 10½/15 punts, empatat amb Nigel Short, i Jon Speelman, cosa que el va classificar per participar en el Torneig de candidats de 1988, on fou eliminat al matx de primera ronda per Nigel Short, per un global de 3½-1½ (+0 =3 -2). El 1989 fou primer al fort Torneig Hoogovens de Wijk aan Zee, ex aequo amb Viswanathan Anand, Zoltán Ribli, i Predrag Nikolić.
El 1997, empatà als llocs 1r–5è amb Jaan Ehlvest, Christopher Lutz, Zurab Sturua i Aleksandr Dèltxev al fort obert de Pula. Fou primer a l'obert de Bolzano de 2000, (empatat amb Zoltan Gyimesi);

### Participació en olimpíades d'escacs
Sax va participar, representant Hongria, en deu Olimpíades d'escacs entre els anys 1972 i 2000 (amb un total de 75 punts de 114 partides, un 65,8%). A l'edició de 1972 hi participà com a MI, i a partir de 1974 com a GM. Hi ha obtingut una medalla d'or (1978) i dues d'argent (1972 i 1980) per equips, i una de bronze individual, per la seva actuació al tercer tauler, el 1978.